# Păltiniș (okręg Bacău)
Păltiniș – wieś w Rumunii, w okręgu Bacău, w gminie Asău. W 2011 roku liczyła 670 mieszkańców.